# Rennbahnweg (métro de Vienne)
Rennbahnweg (en allemand : U-Bahn-Station Rennbahnweg) est une station de la ligne U1 du métro de Vienne. Elle est située en parallèle avec la Wagramer Straße, sur le territoire du XXIIe arrondissement Donaustadt, à Vienne en Autriche. 
Mise en service en 2006, elle est desservie par les rames de la ligne U1 du métro de Vienne.

## Situation sur le réseau

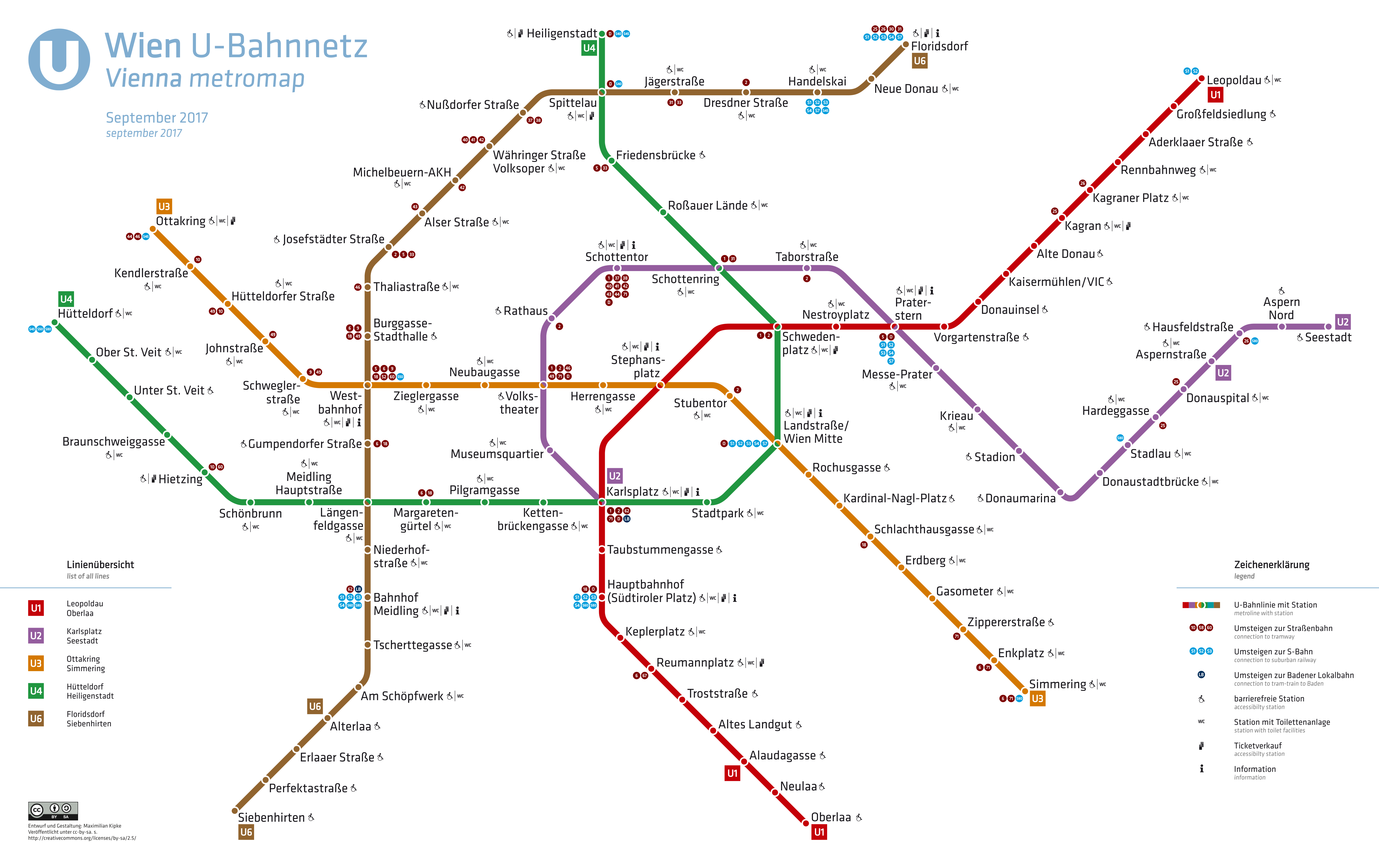
Plan du métro (2017).

Établie en aérien Rennbahnweg est une station de passage de la ligne U1 du métro de Vienne, elle est située entre la station Kagraner Platz, en direction du terminus sud Oberlaa, et la station Aderklaaer Strasse, en direction du terminus nord Leopoldau. 
Elle dispose d'un quai central encadré par les deux voies de la ligne.

## Histoire
La station Rennbahnweg est mise en service le 2 septembre 2006, lors de l'ouverture à l'exploitation du prolongement de Kagran à Leopoldau.

## Services aux voyageurs

### Accès et accueil
Station aérienne, elle dispose de deux accès au niveau du sol équipés chacun d'un escalier et d'un ascenseur permettant l'accessibilité des personnes à la mobilité réduite.

Installations
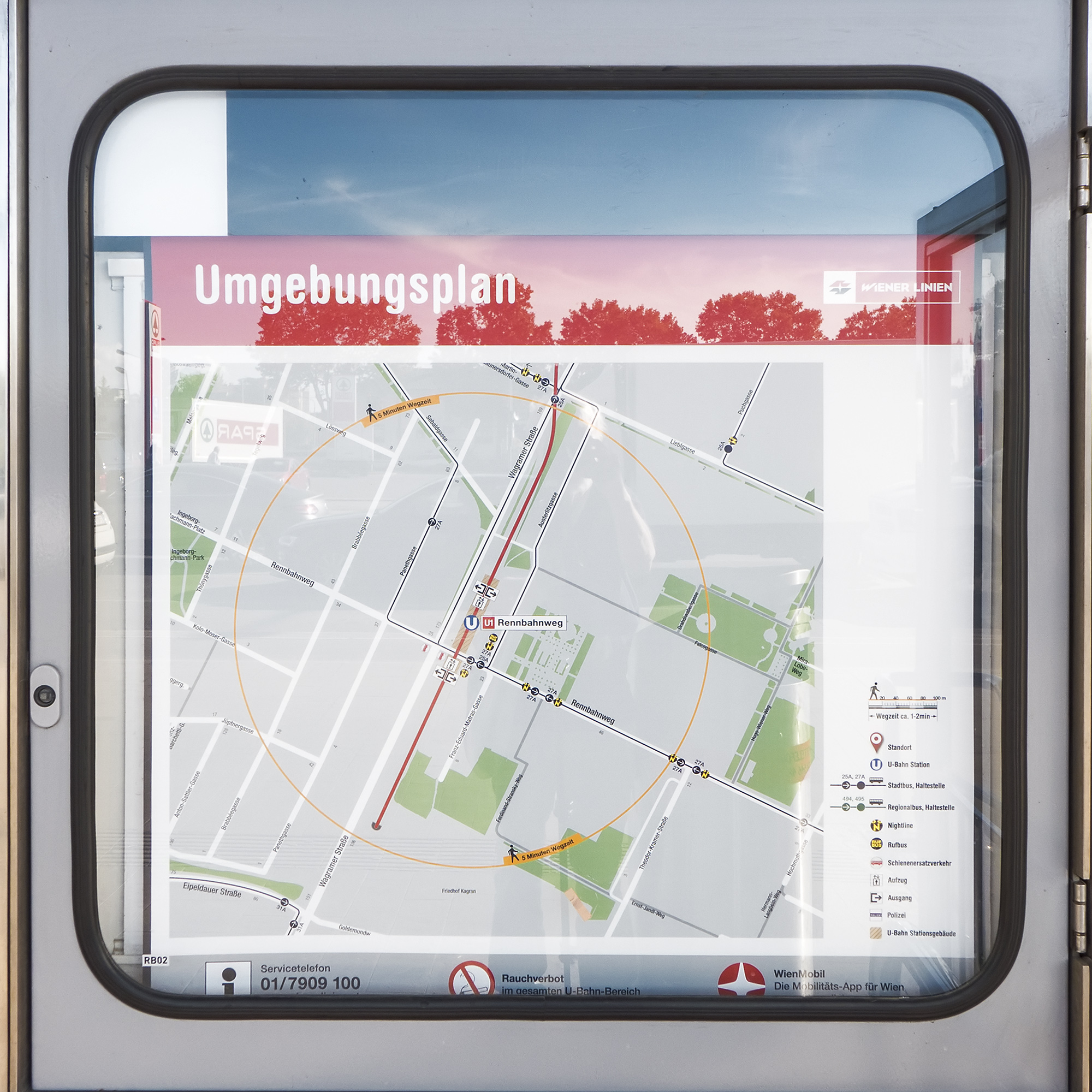
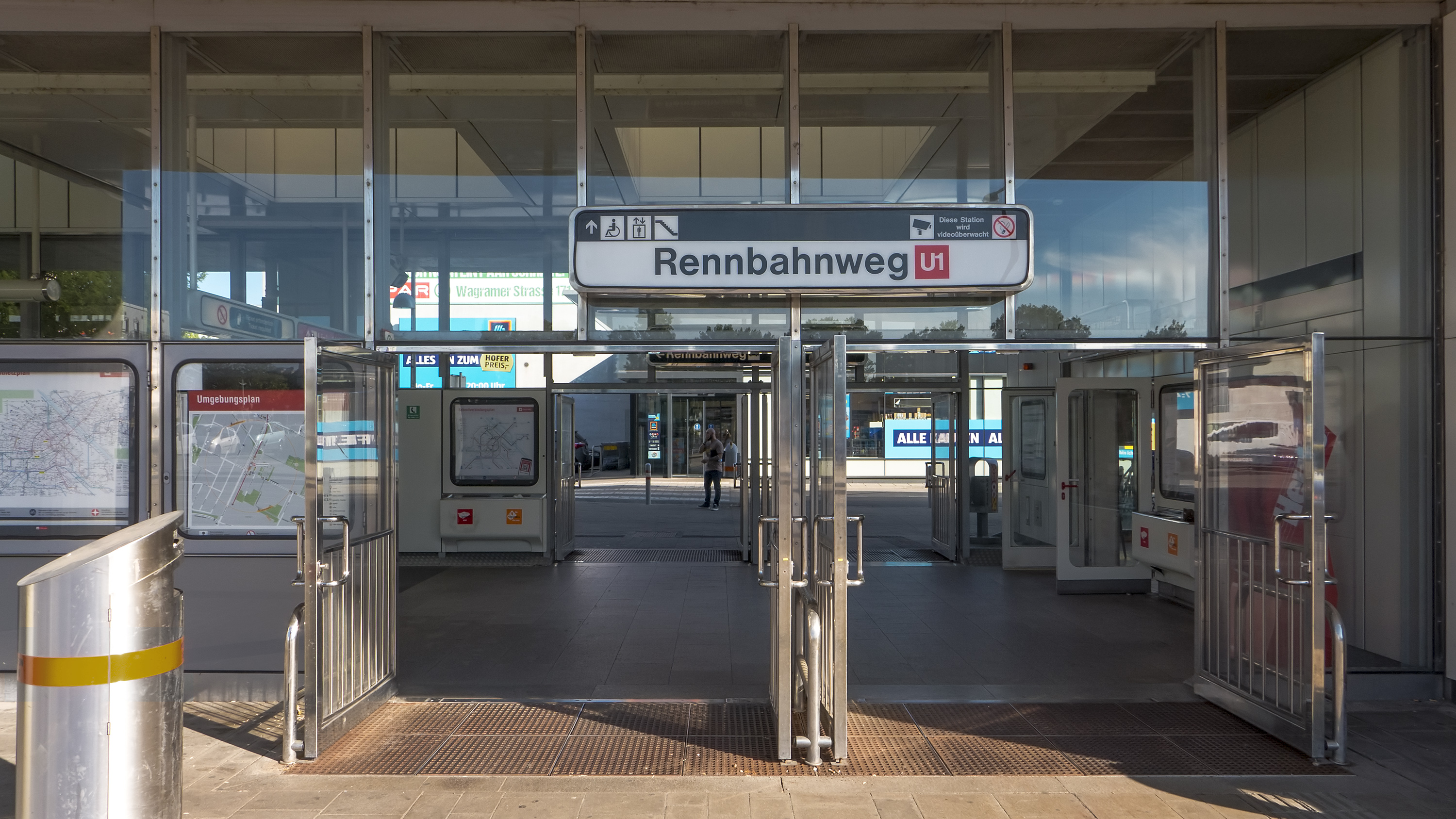
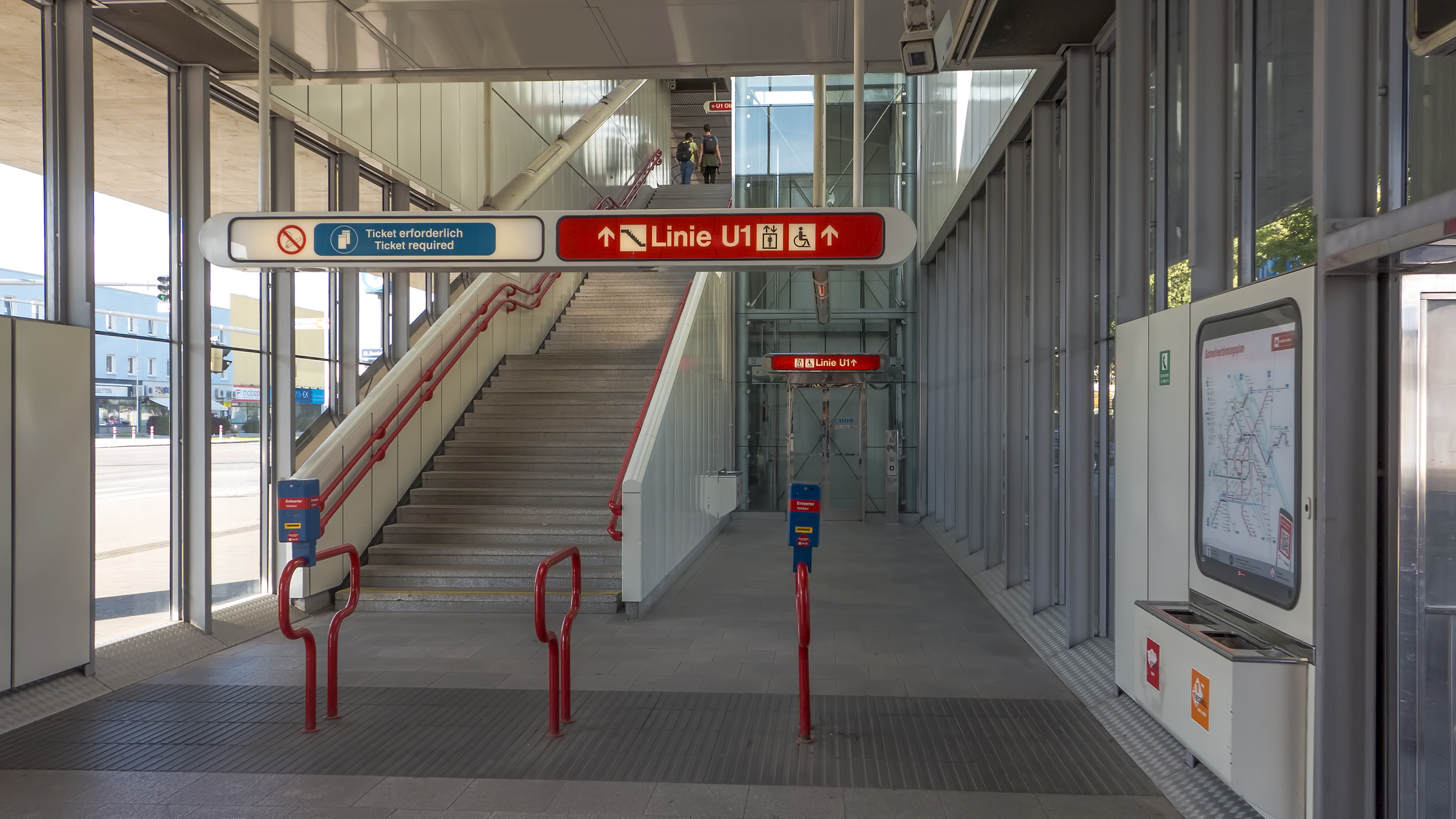

### Desserte
Rennbahnweg est desservie par les rames de la ligne U1 du métro de Vienne.

Installations et desserte
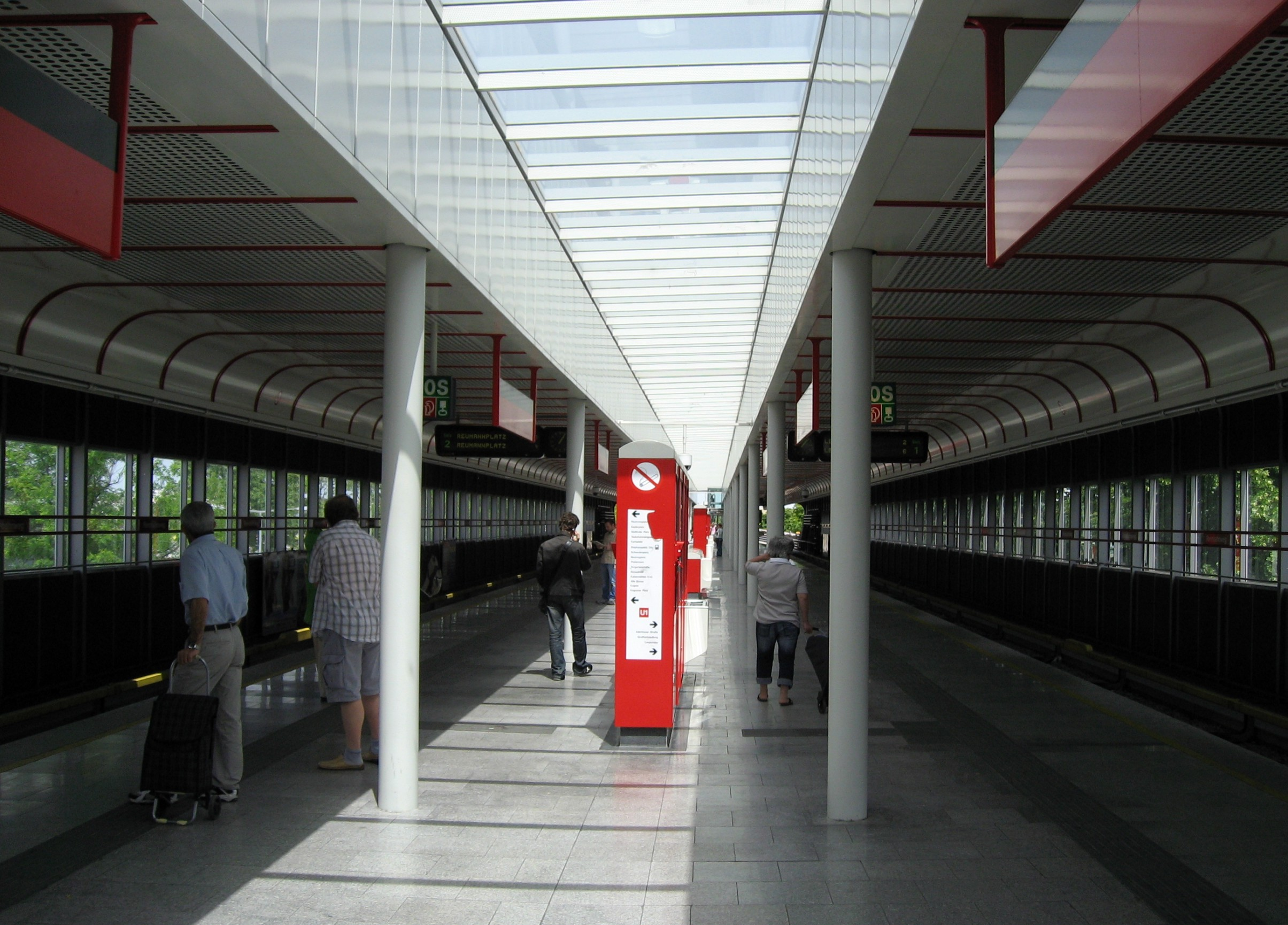
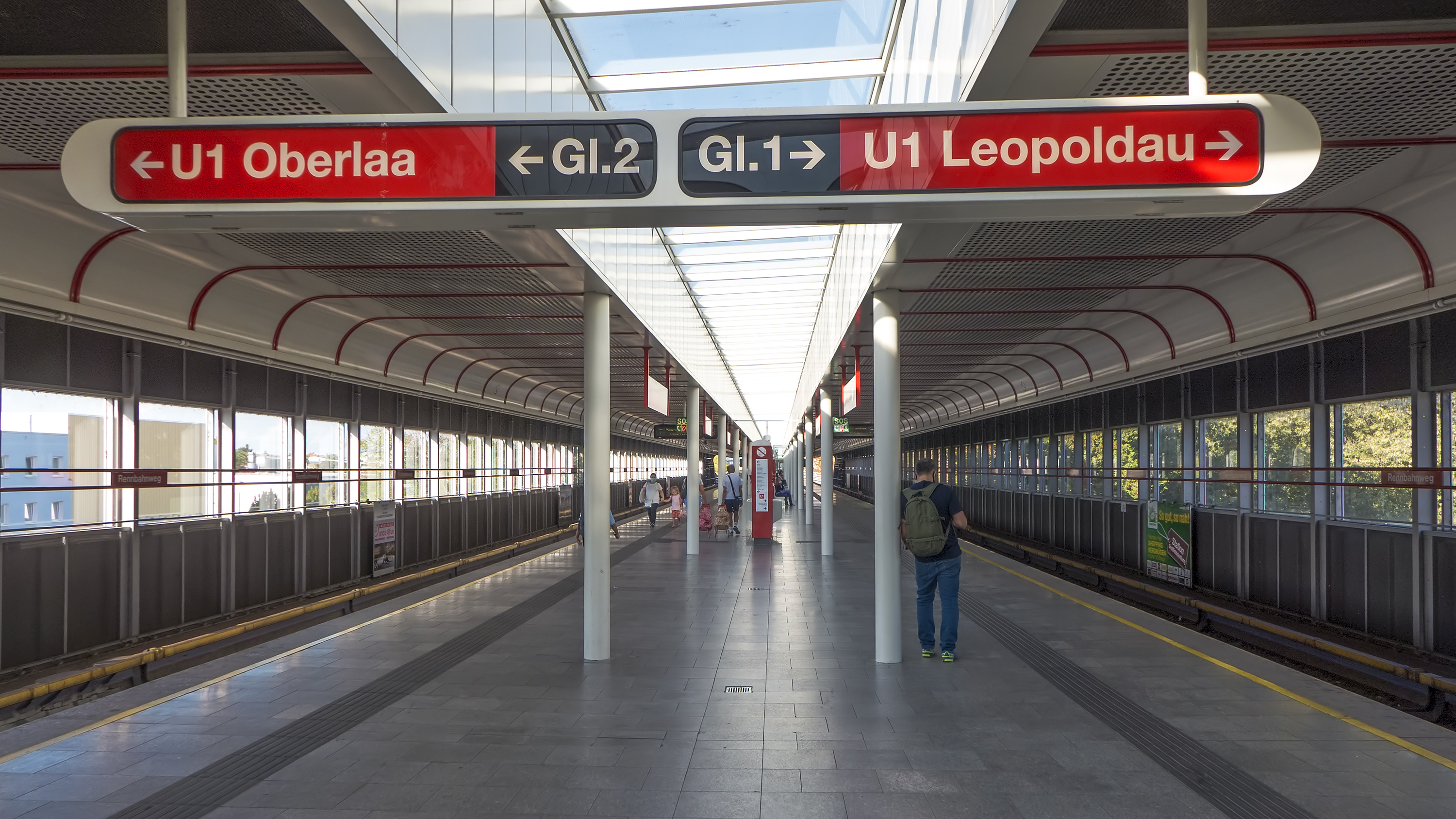
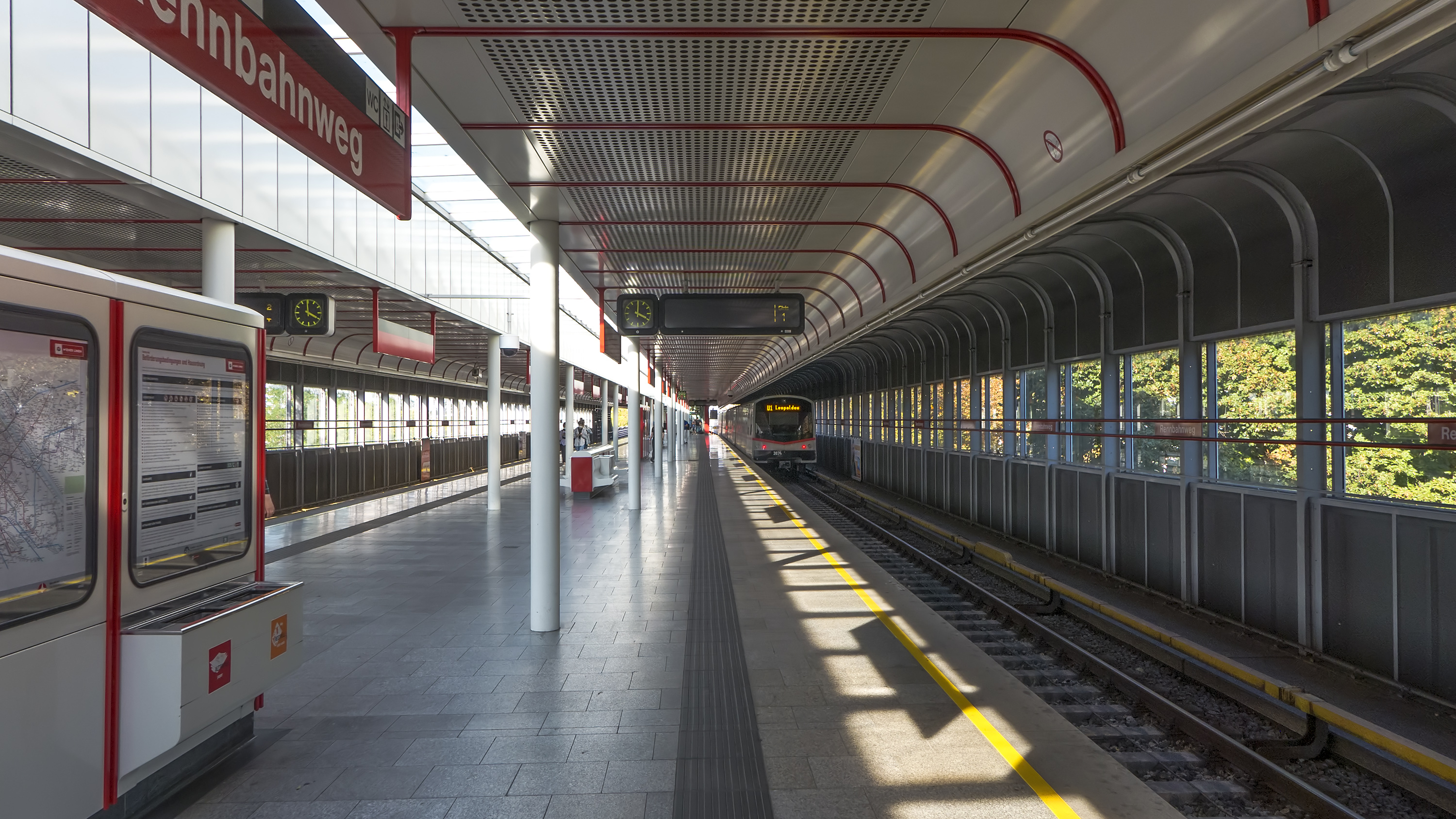

### Intermodalité
À proximité, des arrêts de bus sont desservis par les lignes 25A et 27A.